# ساي بارجر
ساي بارجر (بالإنجليزية: Cy Barger)‏ هو لاعب كرة قاعدة أمريكي، ولد في 18 مايو 1885 في جيمستاون في الولايات المتحدة، وتوفي في 23 سبتمبر 1964 في كولومبيا في الولايات المتحدة.

## وصلات خارجية
- ساي بارجر على موقع دوري كرة القاعدة الرئيسي (الإنجليزية)
- ساي بارجر على موقعبيزبول رفرنس.كوم (الدوري الرئيسي) (الإنجليزية)
- ساي بارجر على موقعبيزبول رفرنس.كوم (الدوري الثانوي) (الإنجليزية)
- ساي بارجر على موقع مشجعي الرسوم البيانية (الإنجليزية)